# Naoyuki Kotani
Naoyuki Kotani (nascido em 8 de dezembro de 1981) é uma lutador japonês de MMA. Ele já competiu em várias organizações como Ultimate Fighting Championship, PRIDE, Pancrase e RINGS.

## Carreira no MMA

### Início da Carreira
Kotani fez sua estreia no MMA profissional em setembro de 2000 no Fighting Network Rings. Ele ficou invicto durante três anos com o cartel de 13-0-2.

### Ultimate Fighting Championship
Kotani assinou com o UFC em 2007. Em sua estreia, ele enfrentou Thiago Tavares no UFC Fight Night: Stevenson vs. Guillard. Kotani foi derrotado por decisão unânime dos juízes (30-27, 30-27 e 30-27).
Kotani fez sua segunda luta pela organização contra Dennis Siver no UFC 75 em setembro de 2007. Ele perdeu novamente por nocaute no segundo round. Após a derrota, Kotani foi desligado da promoção.

### Pós UFC
Após deixar o UFC, Kotani passou por outro momento difícil em sua carreira, obrtendo um cartel de 3-3-3 entre novembro de 2007 até abril de 2010. No entanto, a partir de setembro de 2010, Kotani iniciou uma série invicta de 13-0 que durou três anos e meio em torneios realizados no Japão.

### Retorno ao UFC
Em maio de 2014, o UFC anunciou o retorno de Kotani. Seu retorno foi contra Norman Parke no dia 19 de Julho de 2014 no UFC Fight Night: McGregor vs. Brandão.
Kotani enfrentou o brasileiro Yan Cabral em 25 de Outubro de 2014 no UFC 179 e foi derrotado por finalização no segundo round.
Kotani enfrentou o canadense Kajan Johnson em 27 de Setembro de 2015 no UFC Fight Night: Nelson vs. Barnett, no Japão. Kotani foi derrotado por decisão unânime.

#### Demissão
No dia 19 de outubro de 2015, Kotani foi demitido do UFC.

## Cartel no MMA
| Cartel no MMA   |             |             |
| 53 lutas        | 33 vitórias | 13 derrotas |
| Por nocaute     | 5           | 6           |
| Por finalização | 25          | 2           |
| Por decisão     | 3           | 5           |
| Empates         | 7           | 7           |

| Res.    | Cartel  | Oponente              | Método                                    | Evento                                        | Data       | Round | Tempo | Local             | Notas           |
| ------- | ------- | --------------------- | ----------------------------------------- | --------------------------------------------- | ---------- | ----- | ----- | ----------------- | --------------- |
| Derrota | 33-13-7 | Kajan Johnson         | Decisão (unânime)                         | UFC Fight Night: Barnett vs. Nelson           | 27/09/2015 | 3     | 5:00  | Saitama           |                 |
| Derrota | 33-12-7 | Yan Cabral            | Finalização (mata leão)                   | UFC 179                                       | 25/10/2014 | 2     | 3:06  | Rio de Janeiro    |                 |
| Derrota | 33-11-7 | Norman Parke          | Nocaute Técnico (socos e cotoveladas)     | UFC Fight Night: McGregor vs. Brandão         | 19/07/2014 | 2     | 3:41  | Dublin            | Retorno ao UFC. |
| Vitória | 33–10–7 | Yoshihiro Koyama      | Decisão (unânime)                         | Vale Tudo Japan: VTJ 4th                      | 23/02/2014 | 3     | 5:00  | Tóquio            |                 |
| Vitória | 32–10–7 | Daisuke Hoshino       | Finalização (chave de braço)              | Vale Tudo Japan: VTJ 3rd                      | 05/10/2013 | 1     | 3:57  | Tóquio            |                 |
| Vitória | 31–10–7 | Vitali Krat           | Finalização (chave de braço)              | Rings: The Outsider                           | 09/06/2013 | 1     | 2:47  | Yokohama          |                 |
| Vitória | 30–10–7 | Jung Min Kang         | Finalização (mata leão)                   | ZST.35                                        | 07/04/2013 | 1     | 2:45  | Tóquio            |                 |
| Vitória | 29–10–7 | Koji Mori             | Finalização (chave de joelho)             | ZST.33: 10th Anniversary                      | 23/11/2012 | 1     | 1:40  | Tóquio            |                 |
| Vitória | 28–10–7 | Shinichi Taira        | Decisão (unânime)                         | ZST.33: 10th Anniversary                      | 23/11/2012 | 2     | 5:00  | Tóquio            |                 |
| Vitória | 27–10–7 | Darius Minkevicius    | Finalização (kimura)                      | ZST.32                                        | 17/09/2012 | 1     | 2:42  | Tóquio            |                 |
| Vitória | 26–10–7 | Ryuki Ueyama          | Nocaute técnico (socos)                   | Rings: Reincarnation                          | 09/03/2012 | 1     | 2:32  | Tóquio            |                 |
| Vitória | 25–10–7 | Daisuke Hanazawa      | Nocaute técnico (socos                    | Pancrase: Impressive Tour 9                   | 22/01/2012 | 2     | 4:03  | Tóquio            |                 |
| Vitória | 24–10–7 | Katsuya Inoue         | Submission (armbar)                       | Pancrase: Impressive Tour 9                   | 04/09/2011 | 1     | 1:44  | Tóquio            |                 |
| Vitória | 23–10–7 | Ryo Asami             | Nocaute técnico (interrupção médica)      | Rings: The Outsider 17                        | 07/07/2011 | 1     | 1:00  | Tóquio            |                 |
| Vitória | 22–10–7 | Keigo Hirayama        | Finalização (guilhotina)                  | ZST.27                                        | 06/02/2011 | 1     | 1:44  | Tóquio            |                 |
| Vitória | 21–10–7 | Eriya Matsuda         | FInalização (chave de panturrilha)        | ZST.25                                        | 26/09/2010 | 1     | 1:04  | Tóquio            |                 |
| Derrota | 20–10–7 | Jorge Masvidal        | Decisão (dividida)                        | Astra                                         | 25/04/2010 | 3     | 5:00  | Tóquio            |                 |
| Empate  | 20–9–7  | Kenichi Ito           | Empate                                    | ZST.23                                        | 20/02/2010 | 2     | 5:00  | Tóquio            |                 |
| Vitória | 20–9–6  | Daisuke Nakamura      | Finalização (tesoura)                     | ZST.22                                        | 23/11/2009 | 1     | 1:37  | Tóquio            |                 |
| Vítoria | 19–9–6  | Yojiro Uchimura       | Finalização (chave de calcanhar)          | ZST.21                                        | 21/09/2009 | 1     | 1:25  | Tóquio            |                 |
| Derrota | 18–9–6  | Kuniyoshi Hironaka    | SFinalização (reverse full-nelson)        | ZST.20                                        | 24/05/2009 | 2     | 2:43  | Tóquio            |                 |
| Vitória | 18–8–6  | Katsuhiko Nagata      | Finalização (chave de panturrilha)        | ZST.18: Sixth Anniversary                     | 23/11/2008 | 2     | 4:38  | Tóquio            |                 |
| Derrota | 17–8–6  | Koji Oishi            | Decisão (unânime)                         | Pancrase: Shining 8                           | 01/10/2008 | 3     | 5:00  | Tóquio            |                 |
| Empate  | 17–7–6  | Masanori Kanehara     | Empate                                    | ZST.15: Fifth Anniversary                     | 23/11/2007 | 2     | 5:00  | Tóquio            |                 |
| Derrota | 17–7–5  | Dennis Siver          | Nocaute (socos)                           | UFC 75                                        | 08/09/2007 | 2     | 2:04  | Londres           |                 |
| Derrota | 17–6–5  | Thiago Tavares        | Decisão (unânime)                         | UFC Fight Night: Stevenson vs. Guillard       | 05/04/2007 | 3     | 5:00  | Las Vegas, Nevada | Estreia no UFC. |
| Vitória | 17–5–5  | Masayuki Okude        | Finalização (chave de braço)              | ZST.12                                        | 12/02/2007 | 1     | 0:58  | Tóquio            |                 |
| Empate  | 16–5–5  | Erikas Petraitis      | Empate                                    | ZST.11                                        | 23/11/2006 | 2     | 5:00  | Tóquio            |                 |
| Vitória | 16–5–4  | Shinya Sato           | Finalização (chave de braço)              | ZST: GT-F2                                    | 27/05/2003 | 1     | 2:09  | Tóquio            |                 |
| Empate  | 15–5–4  | Darius Skliaudys      | Empate                                    | ZST.9                                         | 18/02/2006 | 2     | 5:00  | Tóquio            |                 |
| Vitória | 15–5–3  | Vito Woods            | Finalização (chave de braço)              | Xtreme Fighting Organization 8                | 10/12/2005 | 1     | 1:23  | Illinois          |                 |
| Derrota | 14–5–3  | Luiz Azeredo          | Nocaute (soco)                            | Pride Bushido 9                               | 25/09/2005 | 1     | 0:11  | Tóquio            |                 |
| Empate  | 14–4–3  | Darius Skliaudys      | Empate                                    | ZST Grand Prix 2: Final Round                 | 23/01/2005 | 3     | 3:00  | Tóquio            |                 |
| Derrota | 14–4–2  | Roger Huerta          | Nocaute técnico (socos)                   | Xtreme Fighting Organization 4                | 03/12/2004 | 1     | 1:29  | Illinois          |                 |
| Derrota | 14–3–2  | Yves Edwards          | Nocaute técnico (chute na cabeça e socos) | Euphoria: Road to the Titles                  | 15/10/2004 | 1     | 3:10  | New Jersey        |                 |
| Vitória | 14–2–2  | Hideo Tokoro          | Finalização (chave de joelho)             | ZST.6                                         | 12/09/2004 | 1     | 1:44  | Tóquio            |                 |
| Vitória | 13–2–2  | Remigijus Morkevicius | Finalização (chave de braço)              | ZST: Battle Hazard 1                          | 04/07/2004 | 1     | 2:07  | Tóquio            |                 |
| Derrota | 12–2–2  | Marcus Aurélio        | Nocaute técnico (corte)                   | ZST.5                                         | 05/06/2004 | 2     | 3:34  | Tóquio            |                 |
| Derrota | 12–1–2  | Rich Clementi         | Decisão (unânime)                         | ZST Grand Prix: Final Round                   | 11/01/2004 | 2     | 5:00  | Tóquio            |                 |
| Vitória | 12–0–2  | Mindaugas Smirnovas   | Finalização (chave de braço)              | ZST Grand Prix: Opening Round                 | 23/11/2003 | 1     | 0:41  | Tóquio            |                 |
| Vitória | 11–0–2  | Mindaugas Smirnovas   | Finalização técnica (chave de joelho)     | ZST 4: The Battle Field 4                     | 07/09/2003 | 1     | 1:36  | Tóquio            |                 |
| Empate  | 10–0–2  | Mindaugas Smirnovas   | Empate                                    | Rings Lithuania: Bushido Rings 7: Adrenalinas | 05/04/2003 | 3     | 3:00  | Lituânia          |                 |
| Vitória | 10–0–1  | Antoine Skinner       | Finalização (chave de tornozelo)          | ZST 2: The Battle Field 2                     | 09/03/2003 | 1     | 1:35  | Tóquio            |                 |
| Vitória | 9–0–1   | Mindaugas Laurinaitis | Finalização técnica (triângulo)           | ZST 1: The Battle Field 1                     | 23/11/2002 | 1     | 2:16  | Tóquio            |                 |
| Vitória | 8–0–1   | Kenichi Serizawa      | Nocaute técnico (socos)                   | GCM: Demolition 1                             | 08/09/2002 | 1     | 0:20  | Japão             |                 |
| Vitória | 7–0–1   | Masaya Takita         | Finalização (katagatame)                  | GCM: ORG 3rd                                  | 16/06/2002 | 1     | 2:32  | Tóquio            |                 |
| Vitória | 6–0–1   | Yoshinobu Ota         | Finalização técnica (mata leão)           | Rings: World Title Series Grand Final         | 15/02/2002 | 1     | 1:41  | Yokohama          |                 |
| Vitória | 5–0–1   | Takahito Iida         | Finalização (chave de braço)              | Rings: World Title Series 5                   | 21/12/2001 | 1     | 3:02  | Yokohama          |                 |
| Vitória | 4–0–1   | Hideo Tokoro          | Decisão (majoritária)                     | Rings: Battle Genesis Vol. 8                  | 21/09/2001 | 3     | 5:00  | Tóquio            |                 |
| Empate  | 3–0–1   | Jiro Wakabayashi      | Empate                                    | Rings: World Title Series 1                   | 20/04/2001 | 3     | 5:00  | Tóquio            |                 |
| Vitória | 3–0     | Curtis Brigham        | Finalização (kimura)                      | Rings USA: Battle of Champions                | 17/03/2001 | 2     | 1:59  | Iowa              |                 |
| Vitória | 2–0     | Tashiro Nishiuchi     | Finalização (chave de braço)              | Rings: Battle Genesis Vol. 6                  | 05/09/2000 | 1     | 0:32  | Tóquio            |                 |
| Vitória | 1–0     | Kiyohito Sugata       | Nocaute técnico (corte)                   | Rings: Battle Genesis Vol. 6                  | 05/09/2000 | 1     | 0:42  | Tóquio            |                 |